# کیم وی-مان
کیم وی-مان (انگلیسی: Kim Wi-man؛ زادهٔ ۲۳ ژوئن ۱۹۷۹) بازیکن فوتبال اهل کره جنوبی است.
از باشگاه‌هایی که در آن بازی کرده‌است می‌توان به باشگاه فوتبال جف یونایتد ایچیهارا چیبا اشاره کرد.